# Juicio de reproche
En Derecho penal, se conoce como juicio de reproche a la valoración que se hace en el individuo que cometió un ilícito y su correspondiente acción. En el juicio de reproche se individualiza la pena, es decir, se vincula al hecho injusto con su autor. El juicio de reproche pertenece a la Teoría del delito, e ingresa en las valoraciones de la culpabilidad.

## Comprensión de la acción y de la criminalidad
En el juicio de reproche se constata un conocimiento, en donde el autor comprende lo que hace y tiene la posibilidad de dirigir su accionar de acuerdo con la comprensión de dicha situación. El derecho penal requiere que el autor de un hecho punible haya comprendido su accionar como antijurídico, pues la doctrina sostiene que no se puede aplicar el poder punitivo sobre alguien que cometió una acción sin estar dentro de sus posibilidad la comprensión (valoración) del injusto.

## Deber de cumplimiento
Aún pudiendo el agente comprender la antijuridicidad de su acción, existen casos en que no se puede exigir del agente un accionar distinto del que tomó. Concretamente, se trata de dos situaciones:
- El sujeto carecía de capacidad de actuar de un modo distinto (casos de inimputabilidad). Este sería el caso de la persona que, viendo que otro está ahogándose en el mar, decide no acudir en su auxilio pues no sabe nadar.

- Exigirle una conducta distinta a la tomada significaba obligarle a actuar de una forma excepcional (no exigibilidad de otra conducta). Sería el caso, en el mismo ejemplo anterior, del salvavidas que decide no acudir en auxilio de la víctima, ya sea porque las condiciones del agua también ponen en riesgo su propia vida, o porque decida correctamente que su accionar no podrá alterar el resultado (que la víctima se ahogue).